# Siphonaria marza
Siphonaria marza är en snäckart som först beskrevs av Tom Iredale 1940.  Siphonaria marza ingår i släktet Siphonaria och familjen Siphonariidae. Inga underarter finns listade i Catalogue of Life.